# Julius Bahnsen
Julius Friedrich August Bahnsen, né le 30 mars 1830 à Tondern dans le duché de Schleswig et mort le 7 décembre 1881 à Lauenbourg en Poméranie, dans le royaume de Prusse, est un philosophe allemand de la seconde moitié du XIXe siècle. Influencé par Schopenhauer et par Hegel, il est l'un des principaux représentants du pessimisme philosophique en Allemagne, dont il radicalise les thèses. 

## Biographie
Julius Bahnsen naît à Tondern dans le duché de Schleswig en 1830. Il commence des études de philologie et de philosophie à Kiel en 1848, puis il se réfugie à Tübingen après la Première guerre de Schleswig à laquelle il a participé comme volontaire. Il reprend ses études de philosophie à l'université de Tubingen et obtient son diplôme sous la direction de Friedrich Theodor Vischer en 1853. Il enseigne dans plusieurs lycées, puis est nommé professeur au gymnase de Lauenbourg, en Poméranie où il finit sa carrière d'enseignant. Il meurt dans cette ville en 1881.
Bahnsen est généralement considéré comme le fondateur de la caractérologie, ainsi que d'une méthode dialectique nommée Realdialekitk, appliquée à la réalité plutôt qu'aux concepts. 
Il participa à la « querelle du pessimisme » dans un débat qui l'opposa à Eduard von Hartmann, autre grand représentant du pessimisme. Ce dernier voyait dans sa pensée l'expression d'une « mélancolie psychopathique ».